# Прикам'я
Прика́м'я — простора територія та природний регіон в Передураллі (Росія), що безпосередньо прилягає до річки Кама, лівої та найбільшої притоки Волги.
Традиційно Прикам'ям в ЗМІ називають лише Пермський край, а місто Перм, відповідно, — столицею Прикам'я. Хоча насправді територія поширюється і на Кіровську область та 3 республіки — Удмуртію, Башкортостан та Татарстан.
Виділяють 2 підрегіони:
- Верхнє Прикам'я — лежить у верхів'ї річки Кама до міста Перм. На цій території ще в XV столітті виникла держава Перм Велика, в XIX столітті тут був утворений Солікамський повіт
- Середнє Прикам'я — розташоване в басейні річки від міста Перм до Сарапула. В останньому розташований музей історії та культури Середнього Прикам'я. Сарапул також називають столицею Середнього Прикам'я
- Нижнє Прикам'я — лежить у нижній частині течії в межах Башкортостану та Татарстану